# Deinogalerix
Deinogalerix (del grec, 'terrible' i del gènere Galerix, el nom d'un altre gimnur extint), és un gènere fòssil de l'ordre Eulipotyphla, que va viure en el Miocè tardà, en una illa que ara forma part de la península Itàlica. El gènere era endèmic de la paleo-illa de Gargà, actualment una península unida a la italiana. Les restes de Deinogalerix foren descrites per primera vegada el 1972, pel paleontòleg neerlandès Mathijs Freudenthal.
El gènere pertany a la subfamília Galericinae (eriçons de pèl o gimnurs), molt relacionada amb els eriçons (subfamília Erinaceinae), però amb pèl en lloc d'aculis (espines). Deinogalerix posseïa un musell llarg, estret i cònic, orelles petites i una llarga cua. Se suposa que les espècies de Deinogalerix eren insectívores, que s'alimentaven principalment d'invertebrats com ara coleòpters, libèl·lules i grills i, possiblement, fins i tot de gastròpodes. No obstant això, les espècies més grosses també podrien haver caçat altres micromamífers, rèptils i aus.
L'espècie Deinogalerix koenigswaldi va posseir una grandària notable. És l'erinacèid més gros conegut, assolia els 60 cm de longitud, amb un crani de 20 cm de llarg. Aquesta grandària era probablement a causa dels efectes evolutius de les condicions d'insularitat (gegantisme insular). Havia d'ocupar un nínxol ecològic similar al dels petits fèlids o cànids actuals, sense competència amb altres depredadors, a excepció de l'òliba gegant Tyto gigantea.